# Elleanthus formosus
Elleanthus formosus är en orkidéart som beskrevs av Leslie Andrew Garay. Elleanthus formosus ingår i släktet Elleanthus och familjen orkidéer. Inga underarter finns listade i Catalogue of Life.